# おじゃまんが山田くん
『おじゃまんが山田くん』（おじゃまんがやまだくん）は、いしいひさいちの漫画作品を原作として1980年に制作された連続テレビアニメ作品である。
1981年にはアニメ映画化もされ、1984年には『元祖おじゃまんが山田くん』として実写ドラマ化もされた。

## 概要
雑誌などに連載された、いしいの初期の多数の4コマ漫画作品が原作である。『おじゃまんが』『バイトくん』といった題名で連載・単行本化されている。アニメの核になった話はアニメ化後に『元祖おじゃまんが山田くん』として単行本化された。
多くの雑誌にまたがり掲載された、多様なテーマを扱った4コマ漫画作品群が原作であるため、特に主人公を特定しておらず、各話ごとに登場人物が主人公となる構成をとっている。また、いしい作品ならではの時事ネタやブラックユーモアもかなり多い。

## 登場人物

### 山田家の人々
山田 よしお
声 - コロムビア・トップ
本作の主人公の立場にあたる1人。山田家の当主（家長）であり、学生アパート山田荘の管理人。福岡県山田市（現：嘉麻市）生まれ。「よしお」の名前で呼ばれることはまずなく、「父さん」で通っており、山田荘の3人からは「大家さん」と呼ばれている。会社を定年退職してからの収入源が山田荘しかないのが心もとなく、それゆえ他の家族にも頭が上がらないので、暇さえあれば職安通いを続けているが、いい仕事が見つからず、パチンコ通いの毎日である。
戦前生まれで出征兵士だった（陸軍で炊事担当）ためか、父親を絶対的権限を有する家長と見なすアナクロな家族像を理想としているが、子供たちは元より、妻のいねからすらも完全に時代遅れと見られている。オオヤブ医院のオオヤブ先生と、次男のぼるの所属する東江戸川高校野球部のゴトウ監督とは戦友同士で、この3人で居酒屋で飲むと自然と「同期の桜」が出てくるも、何かと金満ぶりを吹聴するオオヤブ先生に対する対抗心は強い。
頭髪が薄く、ひどく気にしているが、そのことを指摘されると烈火の如く怒り、「ハゲとは何だハゲとは。『髪の毛の不自由な人』と言いなさい」などと言う。プロ野球のひいきチームは、当初長嶋巨人ファンだったが、東江戸川オジャマンツが創立されると、その熱烈なファンになった。
山田 いね
声 - 鈴木れい子
よしおの妻。新潟県生まれ。山田家の者からは「母さん」、よしお同様山田荘の3人からは「大家さん」と呼ばれている。家の重大時などに慌てるよしおに対し、常に冷静に対処するのでしっかり者のように見えるが、実態はそうでもなく、世間一般の主婦同様、高学歴高収入といった世俗的な欲求には実に忠実であり、安い買い物には目がない。大阪弁で言うところの「おかん」のイメージがぴったりあてはまる。長男しげるが大学入試でつまづいたので、三男みのるには是非とも世間で言う良い高校、最低限でも公立の東江戸川高校に行ってもらおうと日々叱咤激励している。
『となりの山田くん』『ののちゃん』に登場する山田まつ子とは見た目がそっくりだが別人。
山田 しげる
声 - 西野純司
山田家の長男。東京大学法学部目指して浪人を続けている。あまりに浪人を繰り返したため、本人も何浪したか覚えていないほど。なお、1981年の放送分で、よしおが「今年で3浪」と話していたことがある。
それゆえだろうが、ちょっとした疑念で妄想を膨らませ、一人でパニックに陥る悪癖が身についてしまった。山田家の外で立ち話をしていると必ず2階の窓から顔を出し「うるさーい、勉強の邪魔だー」とまくしたてるが、その割には勉強は進んでないようで、みのるが中学校の夏休みの宿題を東大の入試問題と偽って解かせたところ、答えがすべて間違っていたことがあった。さらに「自分は浪人、だが目指しているのは東大、それゆえ自分は優秀」という変なプライドを持ち、そのくせ長い浪人生活のせいか一般常識には疎いので、「ケンペイリツ（建蔽率）」の意味がわからず、誰にも聞けないで一人で悩んでいたこともあった。
1982年、裏口入学する医者の息子と間違われ、東大、それもなぜか医学部でなく法学部に合格したが、入浴中も東大の帽子を被っていないと大学生と自覚できないくらい、不安感に満ち満ちた浪人生活が骨の髄まで染み込んでいた。その反動か、その後麻雀三昧の漫然とした大学生活を送る。東大卒業後は大蔵省を目指すも、これまた浪人を繰り返す。最終的には大蔵省にも入省し、大蔵大臣までになるが、困惑したらキレる癖は大臣になっても結局直らなかった。
山田 のぼる
声 - 雷門ケン坊
山田家の次男（実写ドラマ版では三男）。東江戸川高校2年生で、野球部に所属している。背番号は2番でポジションはキャッチャー。夢は甲子園出場だが、そのための努力はほとんどと言っていいほどしていない。しかし偶然の幸運が続き、高2、高3と2年連続して東江戸川高校は東京都代表として出場する。高2時は鳥取吉倉高校に敗れるも、高3時は優勝する。しかしスポーツ紙の扱いは冷たく、ドラフトでも話題にすらのぼらず全く無視される。
高校卒業後はプロ野球球団・東江戸川オジャマンツに入団するが、パッとした成績も挙げず、入団20年目にして退団の後、義兄ヨネ夫が始めた「おじゃまラーメンチェーン」の従業員として働く傍ら、地元少年野球チームのコーチを務める。しかしそのコーチぶりは心もとなく、本当にプロだったのかと子供たちから訝しがられていたりする。
『となりの山田くん』『ののちゃん』に登場する「山田のぼる」とは同姓同名の別人。
山田 みのる
声 - 丸山裕子
本作の主人公の立場にあたる1人。山田家の三男で東江戸川中学2年生。高校進学のことでいねに日々叱咤激励されるも、どこ吹く風。ただ漫然と中学生活を送っており、何か楽しいことはないか、何か楽して金儲けはできないかばかりをいつも考えていて、時に実行に移すも、その試みはいつも失敗し、そうして発覚する都度よしおやいねに怒られている。
最終回では、東江戸川区役所〈ヒマ課〉に就職（どこにも就職できない人間を区の計らいで就職させていた）。後に粗大ゴミ処理課担当。しかもそこでは、かつて中学の同級生だったカワカミが上司になっていた。中学のときからのマドンナのキノシタけい子と無事結ばれて、2児の父親になる。
実写ドラマ版では、東江戸川大学に在学中の次男に設定が変更されていた。
『となりの山田くん』『ののちゃん』に登場する「山田のぼる」とそっくりだが別人。
山田 ヨネ夫
声 - 千田光男
御徒町にある株式会社サンリュウに勤める会社員。出身は岩手県山田町だが、山田家の長女を娶ったのと、東京で就職したため、嫁の実家で「マスオさん」状態になっている。しかし田舎にはミエをはって、自分の給料だけで山田一家を養っていると豪語していた。
結婚以来ずっと肩身の狭い思いをしてきたせいか、気が小さく、優柔不断でハキハキとものを言えず、その辺をいつも嫁のヨネ子にチクチクとつつかれるが、田舎ではガキ大将として君臨していたらしい。
株式会社サンリュウを定年間近に早期退職した後、屋台から始めたラーメン屋が大繁盛し、屋台から10年で大会社「おじゃまラーメンチェーン」の社長に収まる。
実写ドラマ版には、ヨネ夫、ヨネ子夫妻とさなえ、小麦は登場しない。
山田 ヨネ子
声 - 横山えみ子
山田家の長女。すでに嫁いでいるが、夫ヨネ夫がいわゆる「マスオさん」なので実家に居座っているものの、それを夫の給料が安いせいにする非情さを持ち合わせている。世俗的欲求に忠実なところは母イネと極めてよく似ているが、心底では夫を支え娘たちに目をかけている。
山田 さなえ
声 - 安田あきえ
ヨネ子・ヨネ夫夫妻の長女で、山田家の初孫。当初は東江戸川幼稚園に通う幼稚園児で、その後東江戸川小学校の小学生となる。幼児だから愛らしいということはなく、そのおマセぶりは凄まじく、高利貸顔負けの金銭感覚を有し、実に淡々とした観察眼で己が家族を眺め、反面教師にしているが、祖父母の前ではいつもネコを被っている。もっとも、子供らしく素直な時もたまにはある。
どんどんダメになってゆく山田家を自分が背負うのだ、と意気込んだが、父親がはじめたラーメン屋が当たったので、最終的にはそこの従業員に収まった。
山田 小麦
声 - 潘恵子
ヨネ子・ヨネ夫夫妻の次女。最終回近く(76話Cパート)に生まれたので、成長した姿は最終回にしか登場しない。山田一族には珍しく才色兼備で性格も良い。一流私立大学卒業後、スペースシャトルの客室乗務員となる。
おじゃま犬（ソーリ）
声 - 北村弘一
山田家に居候している犬だが、知らぬ間に同家で飼っていることになった。初回から登場しているにもかかわらず名前が無く、ずっとおじゃま犬と呼ばれていたが、放送中盤に視聴者募集によりソーリの名が付いた（放送当時の内閣総理大臣鈴木善幸に似ていることからの命名ともいわれる）。ヤスタブチ（『がんばれ!!タブチくん!!』に登場するヤスダとタブチを合わせた顔）そっくりである。
放送後期になって茶々という名（こちらも視聴者募集により命名）の彼女と結ばれ、仔犬も誕生する。

### 山田荘の住人
ヨシダ
声 - 鈴木ヤスシ
山田荘に下宿している東江戸川大学の学生。いつもイケダ、フクダの3人で行動している。3人の中では一番の行動派でリーダー的存在。アジ演説とハッタリをかますのを得意とする。色黒で背が低い。北海道池田町出身。実家では相当昔から厄介者扱いされているようで、3人で一度だけ北海道の実家に行った際には、歓迎されるどころか顔を見るなり即追い返された。命名は第45および48〜51代内閣総理大臣吉田茂から。
イケダ
声 - 千田光男
山田荘に下宿している東江戸川大学の学生。いつもヨシダ、フクダの3人で行動している。3人の中では一番の理論派だが、その論理は実行に移す以前から破綻していることが多い。また唯一、中学校時代からのガールフレンドがいるが、数年ぶりにあったその彼女「千代ちゃん」は女子プロレスラー「グレート千代子」になっていた。色白で長髪。ヒョロっとしている、というよりもガリガリに近く、眼鏡をかけている。徳島県池田町（現：三好市）出身。命名は、第58代内閣総理大臣池田勇人から。四国出身ということで、初鰹をたたきにするエピソードが存在する。稲わらを燃やして表面をあぶる本格的な調理法を披露した。
フクダ
声 - 吉村傭
山田荘に下宿している東江戸川大学の学生。いつもヨシダ、イケダの3人で行動している。3人の中では一番の慎重派。太っていて何をさせてもノロく、口癖は「腹減ったなぁー」。しかし怒らせると恐く、特に食べ物関係でこじれると、末代まで恨まれる。三重県伊勢市宇治山田出身。命名は、第67代内閣総理大臣福田赳夫から。
ヤマモト先輩
ヨシダ、イケダ、フクダらと同じ、山田荘に住む東江戸川大学生で3人の先輩。就職活動しようにも三流大学出とあって各企業に全く相手にされず、最終的に山田よしおがかつての戦友の紹介で働いたものの1日で退職した鉄工所に就職、同時期に山田荘から去った。命名は、第16および22代内閣総理大臣山本権兵衛から。

### 東江戸川中学の仲間たち
カワカミ ゆたか
声 - 鈴木れい子
みのるの友人で、東江戸川中学のクラスメイト。基本的な態度はみのると同じだが、抜け目がなくガッチリしているのが大きな違い。東江戸川区役所に勤務し、みのるの上司になる。命名は、元読売ジャイアンツ監督川上哲治から。実家は「川上食堂」なる食堂を営んでいる。
キノシタ けい子
声 - 武見京子
三男みのるのガールフレンドで、東江戸川中学のクラスメイト。豊臣秀吉を先祖に持つ由緒ある家柄に設定されており、命名もそこから。みのるのマドンナだが、何をやらせても出来の悪いみのると正反対の、才色兼備でスポーツ万能。全くケチのつけようがない女の子だが、ときにみのるをいちびることがある。最終的にみのると結ばれる。
大山先生
声 - 村松康雄
東江戸川中学社会科の教師で、みのる、カワカミ、キノシタらのクラスの担任。40歳で独身で不潔。繕った跡のわかる服しか持っていない。ガラガラ声で東北弁を喋るが、この声がまたデカい。落ちこぼれで問題行動の多いみのるには常に目を光らせており、何かにつけ「やぁーまだ」と言って職員室に呼び付ける。
『バイトくん』に登場する田辺留年（留年を喰らい続けているダメ学生）がモデル。

### 三丁目のご近所さん
オカダ教授
声 - 大泉滉（3役担当）
東江戸川大学で教鞭を執る教授で、専門は国文学。大学で教鞭を執っているときは一見物静かな学究肌であるが、自宅に帰り着替えて野球場に赴くと、手に負えない野球ファンに早変わりする。登場当初はヤクルトスワローズファンで、赤シャツに青のスワローズのヘルメット、フライパン片手に敵チームに罵声を浴びせながら、ガラガラ声で東京音頭を歌いまくっていた。東江戸川オジャマンツが創立されると、こんどはそっちのファンに鞍替えするが、応援スタイルはそのままだった。実在の熱烈なスワローズファン岡田正泰がモデル。
オカダ夫人
声 - 大泉滉
オカダ教授の伴侶。野球に興味がないので、夫が着替えて野球場へ出かけているのは知っているが、そこでどういう醜態を晒しているかは知らない。大学教授の夫人に収まっているせいかザァマス言葉を多用し、「あーらぁ、山田さんの奥様」といった感じで、スーパーに買い物に来たヨネ子やイネの前で典型的なセレブを演出しているが実態はほど遠い。そもそもイネやヨネ子と同じスーパーで安売りセールに顔を出している点からしてすでに馬脚を現わしており、イネやヨネ子も彼女のことをこれっぽっちもセレブとは思っていない。
執念深い性格で、訪問セールスによる悪徳商法の被害にあったときは、それを逆手に取って、訪問セールスの被害に遭わないための本を書き、その本を売った後は、今度は訪問セールスを成功させる本を書くと豪語していた。
オカダ ツトム
声 - 大泉滉
オカダ教授とオカダ夫人の一粒種。サナエと同じ東江戸川幼稚園に通っている。オカダ夫人のエリート一直線教育に少々食傷気味。
オオヤブ先生
声 - 雨森雅司
駅前にオオヤブ医院を開業している。医者だけにカネには不自由しておらず、つまらぬ見栄から、そのことをかつて戦地で一緒に戦ったよしおの前でひけらかし、敵愾心をかきたてる。
きのどくのママ
声 - 荘司美代子
よしお、ゴトウ、オオヤブら戦友トリオ行きつけの飲み屋「きのどく」のおかみ。秋田県出身。よしおたちがかつて戦地で一緒だった亡き戦友の娘である。

### ひが高ナインと監督
ゴトウ監督
声 - 北村弘一
次男のぼるの所属するひが高野球部の監督。よしおとは戦友だった。鬼コーチにはほど遠く、世の中の全てを諦めたきったか達観したかのような「○○なのよねぇ、チミィ」という喋り方をする。当時の阪神タイガースの後藤次男監督がモデルらしい。隠れ中日ドラゴンズファン。
ゴトウ
声 - 吉村傭
東江戸川高校野球部のキャプテンで、打順は1番でポジションはセカンド。監督の息子でもある。変人の多いひが高ナインの中では比較的まともな方ではあるが、キャプテンにしては小心者で、1981年夏の甲子園では選手宣誓の際、お漏らししてしまったほど。
沢村
声 - 村山明
ひが高唯一のピッチャー。右投げの技巧派?コントロールは悪いほうではない。名前の由来は戦前の巨人の大エース沢村栄治から。
山下
声 - 桜本昌弘
ひが高野球部の一塁手。一見相撲選手のような風貌だが、副キャプテンの山田のぼる曰く「体全体がミット」というように一塁の守備は良い。ただ、見た目の体格以外に個性は薄い。
梅川
声 - 二又一成
ヒガ高野球部の遊撃手。背番号は6。隠れたがるクセがあり、教室内でもグラウンドでも常に黒のサングラスとマスクを着用している謎多き人物。素顔はとうとう最後まで明かされることはなかった。
命名は1970年代末に起きた三菱銀行人質事件の犯人、梅川昭美から。
ハタナカ
声 - 村山明
ひが高野球部の三塁手。打順は3番で口癖は「ゼッコーチョー!」。性格は短気でキレやすい。ただ飛行機が大の苦手で、九州へ遠征に行ったときは機内で発狂し、止めに入った他のヒガ高ナインが皆失神するほどの暴れっぷりだった。名前の由来は当時読売ジャイアンツに在籍していた中畑清の苗字を入れ替えたもの。
桜
声 - 西野純司
ひが高野球部の左翼手。高校生だがアルコール中毒というほどの大の酒豪。学校にはナイショというのが野球部暗黙の了解となっている。
中山
声 - 千田光男
ひが高野球部の中堅手。悩みすぎる非常にネガティブな性格で、例えばプロ野球のひいきチームをどうするかなど些細なことでも思いっきり悩んでしまう。
橘
声 - 鈴木ヤスシ
ひが高野球部の右翼手。左翼手の桜はアル中ならば、こちらは重度のニコチン中毒。学校には内緒であり、グラウンド内で煙草を吸えないのが一番辛いらしい。
石原野球部長
声 - 二又一成
途中から就任した若き熱血漢。超個性派揃いのひが高野球部では次第に影が薄くなっていった。「文武両道」が最大の教育理論。

### 東江戸川オジャマンツ
クロカワ監督
声 - 増岡弘
東江戸川オジャマンツの監督。本職は映画監督で、ゴキブリ映画を作ることに熱中していたが、昔プロ野球の経験があるから、ということで映画監督からプロ野球監督に転向した。いつもサングラスをかけており、ウイスキーの水割りオンザロックを片手に采配を振る。モデルは映画監督黒澤明。オジャマンツ監督の傍ら、テレビの解説者の仕事も。
岡股
声 - 吉村傭
オジャマンツの二塁手。元は東江戸川区役所の苦情係勤務。大学時代から名二塁手として活躍し、区役所きっての名選手としてオジャマンツに誘われる。
吉出
オジャマンツの遊撃手。元は郵便局の区分け係勤務。郵便ハガキを機械並みに区分けすることからオジャマンツ入り。
豊毛
声 - 鈴木ヤスシ
オジャマンツの三塁手。東江戸川大学の中畑清と言われるほどのガッツ溢れるプレーを身上とする。
ジョージ・ワシントン
声 - 北村弘一
オジャマンツの一塁手。元大リーガーで、出稼ぎで日本へ来て日本式の風呂が気に入り、そのまま日本に滞在。オジャマンツ入り後はプレーの傍ら、英会話教室の講師のバイトもしていた。モデルは文字通りにアメリカ初代大統領のジョージ・ワシントン。
森中
声 - 北村弘一
オジャマンツの左翼手。元はアマチュア野球の審判員。オジャマンツ入団後もバイトでプロ野球の主審をするほど。
近当
オジャマンツの中堅手。社会人野球プリンセスホテルでプレーするも、あまりの表情の暗さにドラフトで指名拒否された。オジャマンツ入団後はその暗さを生かし、葬式映画のエキストラ出演のバイトもしていた。
荒河馬
声 - 雨森雅司
オジャマンツの右翼手。西武ライオンズの代打要員で鈍足で守備もヘタ、同じ代打要員の田淵幸一と人気面でも差を付けられ、事実上放出されたところをオジャマンツが獲得。東江戸川球場の外野フェンスのペンキ塗りも手がける。
別居
声 - 村松康雄
オジャマンツの事実上のエース。大変気性が激しく、どの球団でも首脳陣とトラブルを起こし、たらい回しされていたところをオジャマンツが獲得。手先が器用で、試合の傍らテレビ修理のバイトもしていた。
最終回ではクロカワ監督のあとを継いでオジャマンツの監督となった姿が見られる。モデルはほぼ文字通りに別所毅彦。
土鉢
声 - 村山明
オジャマンツの捕手。元プロ野球経験者で、引退後屋台を引いていたが、酔って暴れる客をなだめるのがうまく、気性の激しい別居投手の名女房役を期待されてオジャマンツ入り。オジャマンツ入団後も球場内の売り子のバイトをしていた。

### その他重要人物
東江戸川区長
声 - 増岡弘
東江戸川区の区長。箱モノが大好きで、オジャマンツに対して新球場建設を約束したのも彼である。モデルは同じく箱モノ好きの元東京都知事・鈴木俊一。

## 作品の舞台
本作の舞台となった東京都東江戸川区東江戸川三丁目は架空の地名であり、登場する学校や団体、会社などの名称は若干を除き全て架空のものである。ただしモデルとなったそれはほぼ特定できる。

### 東江戸川三丁目界隈
山田家
山田一家の住む家。東江戸川区東江戸川三丁目に昔からある。木造2階建て。1階は居間と台所、風呂場、便所、和室、みのる、のぼるの共同部屋がある。2階には山田夫婦の和室とヨネ子ヨネ夫夫婦の洋室、長男しげるの部屋がある。和室の床の間の掛け軸には「かけぢく」と書いた書き物が掛かっている。屋根にテレビアンテナが2つある。
山田荘
東江戸川大学の3人組、ヨシダ、イケダ、フクダが下宿しているアパート。他にも売れない放送作家、人気の無い漫画家などが住んでいる。よしおが経営しており、山田家の隣に建っている。木造2階建てで、今にも崩れ落ちそうなほどボロく、消防署からマル適マークを貰えなかった。
モデルは、原作者いしいが学生時代に下宿していた大阪市東淀川区下新庄にあった学生アパート、仲野荘。
東江戸川大学
オカダ教授が教鞭を執っており、3人組が通う大学。通称ひが大。三流大学どころか五流に近いらしく、学生がサッパリ集まらないので第5次募集まである。3人組に負けず劣らず変わった学生ばかりいる。最寄りの駅に「東江戸川大うら」がある。
モデルは原作者が通っていた関西大学とも、大阪市東淀川区内に実在する大阪経済大学とも言われている。
東江戸川高校
のぼるが通い、ゴトウ監督がその野球部の顧問を務めている高校。通称ひが高。劇中では、在校生はのぼるを含めた野球部員しか登場しない。
小料理屋きのどく
東江戸川駅前商店街にある、よしお、オオヤブ、ゴトウの3人がよくしけこむ居酒屋。外の看板には「小料理きのどく〈清酒花菱〉」の文字が書かれていた。
わっかないラーメン
東江戸川駅前商店街にある、ヨシダ、イケダ、フクダの3人の馴染みのラーメン屋。主なメニューに「わっかないラーメン」「碁目ラーメン」「泥産子ラーメン」「ミソクソラーメン」「ニラバカ定食」「長崎ちゃらんぽんメン」など。
丸八電気
山田家御用達の家電販売店。しかし、一度売ったリモコンテレビを返品されたり、大晦日、除夜の鐘が鳴り響く中、山田家のヒューズが飛んで直しにいったり、おかげで店主が大晦日の夜風邪をひいて高熱に浮かされたり…と山田家にかなり振り回されている。
24時間営業の店
山田家の近所に開店した。ヨシダ、イケダ、フクダの3人が入ってみると、店主がレジの裏で倒れるように居眠りをしていた。驚いた3人が理由を尋ねると、「一人で経営しているため、不眠不休で営業を続けていた」旨回答。開店後約80時間たらずで閉店。
この当時開業が相次いだコンビニエンスストアを揶揄したもので、当時は24時間営業という業態が好奇の目で見られていた。
アウシュヴィッツ荘
吉田の友人が住んでいるアパート。その借りている部屋は、部屋とはいえない（というか3段式の押入れ）立つことができないほどの窮屈な部屋。このアパートの入り口にはドクロマークが描かれ、外壁には鉄条網が敷かれ、さらに「当アパートに入るには身分証明書が必要です」などの断りが書かれているなど、その名に相応しいアウシュヴィッツの強制収容所を思わせるかなり物騒な建物である。大家がナチなのかと思いきや、実はケチ（吉田の友人・談）だとか。

### 東江戸川区内
東江戸川電鉄
東江戸川区を駆け抜けている江ノ島電鉄や流鉄みたいな鉄道で、山田家のそばも走っている。
2両連結で黄色とオレンジ色に塗られ、車両の中央付近にパンタグラフがある路面電車スタイルの電車が走っている。かなり大手らしく、特急も運転しているが、起点や終点がどこだかさっぱりわからない。「たぶちざわ」、「あち」などの名前がある駅もある。駅員や乗務員の接客態度の悪さは当時の国電のそれも含めて皮肉っている。
毎年赤字のため冷房車を1両しか保有しておらず、夏にはその車両だけが空前絶後のすし詰め状態になる。
東江戸川球場に「のりものは東江戸川電鉄」の広告を出している。山田家最寄りの駅は東江戸川駅。朝のラッシュ時には乗客を電車内に押し込む「押し屋班」のほか、電車に乗ろうとする乗客を剥ぎ取る「モギヤ班」なるバイトを雇っている。同駅では学割を申請するとペーパーテストをやらされ、点数から金額を設定していた（みのる、のぼるは小学生レベル）。愛称は「ヒガ電」で、キャバレーやスーパーなどの関連会社を持っている。
実際に江戸川の東を走っている京成電鉄がモデルらしい。放送当時、京成電鉄は大手私鉄中、唯一赤字を毎年計上しており、1990年代半ばまで他の大手私鉄では絶えてしまった春闘でのストライキを延々と続けていた。
神仏球場（じんぶつきゅうじょう）
作中ではプロ野球ヤクルトの本拠地球場という設定で、東江戸川町内にある。元ネタは神宮球場。球団名ヤクルトは実名で登場したが、球場名は仮名だった。最寄り駅として〈神仏球場前駅〉があった。
東江戸川球場
「のりものは、東江戸川電鉄」と「イボコロリ」の看板がやたら目立つ、東江戸川オジャマンツのホームグラウンド。元々は東江戸川区営野球場。東江戸川オジャマンツは区財政の窮乏を救うために創立された日本初の公営球団だが、その目的を果たさないばかりか、区財政は日を増す毎に悪化したため、当初約束された新ホームグラウンドはついに最後まで建設されなかった。
東江戸川オジャマンツ
東江戸川区財政の窮乏を救うために創立された日本初の公営プロ野球球団（あくまで劇中の設定）で、のぼるが東江戸川高校卒業後に入団した。創立当初プロ野球界に人材が払底していたため、監督に映画監督を据えたりしており、まともに野球ができたのは投手だけ。結果万年負けっぱなしであり、（映画）監督の権威を用いてどんなに有利な条件を持ち込んでも勝つことがなかった。当然選手たちの士気も上がらず、本業である試合よりアルバイトの方に熱を入れていたりする。
応援歌はヤクルトスワローズの応援歌「東京音頭」の歌詞の「ちょいと東京音頭」の部分を「東江戸川音頭」に入れ替えた「東江戸川音頭」であり、球団設立前はヤクルトファンだったオカダ教授がフライパンを叩きながら応援している。球場ではオカダ教授の周りに観客が大勢いたため、観客の入りは悪くなかったと考えられる。
富士見大病院
ヨシダが山田荘の屋根で、イケダ・フクダとイモ虫のものまねをして落ちて怪我をした時に入院した病院。しかし、年中金欠病のヨシダに入院費用を払うだけの金は無く、病室は地下のボイラー室の中に設けられ、全身打撲の身ながらボイラー点検のバイトをして入院費用を返済していた。その後、レントゲン機器を大量に買いすぎて経営が行きづまってしまった。ヘラルド出版刊のアニメコミックスでは、医師の無資格診断がバレて経営が行きづまった…と変更されていた。
命名の由来は、1970年代に不要手術による子宮摘出や無資格診療で世間を騒がせた富士見産婦人科病院であり、その意味ではアニメコミックス版の方が毒が強い。
アクユー
総合スーパー。イネやヨネ子、オカダ夫人がよく買い物に出かけ、3人で井戸端会議の花を咲かせるのがここ。営業時間は午前10時から午後6時まで。開店当初は9割引のセーターの大バーゲンを行い、東江戸川の町行く人が皆アクユーで9割引で販売されたセーターを着ていたことも。
その後、客引きのためタイムセールスで激安品を売り出すのが通例となり、イネが他の客を押しのけ、強引にそのセールで買い求めた豆腐とキャベツだけのおかずが山田家の食卓を1週間近く賑わせていたこともある。
パチンコ大和
よしおがよく入り浸っているパチンコ屋。しかし、あまり稼いだ例はなく、床に落ちていたパチンコ玉1個をめぐって隣の客と大ゲンカしたり、折角打ち止め寸前まで行ったのに店内が停電になったり、店員に絡むこともたびたびあった（店の前の通りで店員に食ってかかっていったことも）。たまにみのるが学校の帰りにトイレを借りに寄ることも。2階にゲームコーナーもある。
東江戸川区役所
職員のヤル気を全く感じさせない、税金泥棒の集いのような区役所。昼のサイレン代わりに職員のアクビが正午に鳴り響く。オジャマンツ誕生の際も、区長の独断に誰一人として異議を申し立てるヤル気のある議員はいなかった。
東江戸川テレビ
電波塔はズタズタに傾いた上、慢性的な視聴率低迷に悩む赤字体質のテレビ局。低迷打開を促すべく、『アメリカ横断ウルトラクイズ』の向こうをはった「東江戸川横断ウルトラクイズ」を実施（アメリカ横断ウルトラクイズが実名で言及されているが、社長いわく「そんな金あるわけ無いだろ」と大幅にスケールダウンした）。優勝賞金100万円 ということで、よしおら東江戸川の地元住民が大挙して参加したが、暴力団事務所を無事通り抜けられればクリアなど、かなり無茶な内容だった。最終的によしおが優勝したものの、局は最初から賞金を支払う気は毛頭無く、インチキに気づいた出場者は局の社長らを追いかけ回し、司会者が「クイズ改めマラソン大会に番組を変更します」と訂正を加えた。

### 東京都内
東京大学
長男しげるが長年めざし、ついに合格して通った大学。実在する東京大学がモデルで同名。劇中では在学する学生の質は東江戸川大学と同じになっていた。
劇中では医者の息子が裏口入学しようとし、長男しげるが取り違えられて合格した。
株式会社サンリュウ
御徒町の見るからにみすぼらしい雑居ビルの3Fに間借りしている小さな商社で、ヨネ夫の勤務先。水産物の流通を取り扱っているらしく、漁港などへの出張が多い。社長は大の清掃好きで、会社の創立記念日には大掃除パーティーを行う。豪華料理を期待してパーティーへ参加しようとした山田家の人たちをがっかりさせてしまう。
クセタン
セレブ御用達の高級食材をそろえた地下食料品売り場を備えた百貨店で、命名は伊勢丹から。ヨネ子によるとヨネ夫の上司（課長）夫人のお気に入りで、彼女はバター一つ買うにもわざわざここへ出向くらしい。
劇中では、ここで買ったメロンに賞味期限が記されていることで一騒動持ち上がるが、今ではどこで何を買っても当たり前のように記されている賞味期限も、放送当時は極めて珍しかった。

### その他
MHK（HHK）
NHKが元ネタ。同局の「MHKニュース」では、「群馬支局員が出前のドンブリを返さなかった」とか「MHK局内の社員食堂が値上げした」とか「MHK局内のお茶の味が良くなった」など、タイトルの通りMHKに関するニュースしか放送しない。「HHK」と表記された回もあった。主なアナウンサーに「阿名雲砂」がいる。
TPS
TBSが元ネタ。東京都港区にある放送局。「クイズに挑戦」（10話Aパート）の回では、山田よしお・米子・みのるの3人が、同局で放送されていた視聴者参加型クイズ番組「ノックアウトクイズ」に出場した（参加を申し込んだのは、葉書にチューインガムをつけるズルをしたみのる）。全員不正解し、パンチンググローブのようなもので殴られて、顔面に青タンを作りながらも、最終結果は〔100-0〕の全問不正解（みのるはバッテンマスクまで付けられていた）。山田家は豪華賞品どころか、貰えたのは参加賞のサンマ1匹と魚焼き用の網だけだった。
国鉄
日本国有鉄道のことで、実名で登場。ブルートレインがよく登場した。当時の国鉄のサービスの悪さは作中でたびたびネタにされた。
朝寝新聞
山田家で先祖代々購読している一般紙。「朝日新聞」が元ネタ。オオヤブ先生宅は「サンキュウ新聞」で、「産経新聞」が元ネタ。当時ヘラルド出版から発売されたアニメコミックス版では「毎度アリ新聞」と表示されていた。これに限らず同社刊のアニメコミックス（全5巻）ではセリフの大幅な差し替えが多かった。なお、アニメ本編でよしおが読んでいた新聞が一度だけ「江戸川新聞」だったことがある。
香港ラーメン
名古屋に本社兼工場のある大手インスタント食品メーカー。
ラーメンの袋についている応募券を集め、ハガキで送ると抽選で香港旅行が当たる懸賞をしており、さなえの送ったハガキが当たったのでよしお、イネ夫妻で懸賞の香港旅行に行くことになった。なお、この香港旅行は当時の名古屋空港から全日空のチャーター便を利用した「ハローツアー」で行っている（最後の表示にも「協力：全日空・ハローツアー」と出ていた）。
甲子園附属野球高校
富士山麓に建設中の高校野球版の進学校。野球科と普通科があり、甲子園球場をそのまま再現した広大なグラウンドを有する。
野球科の学生はその広大なグラウンドで早朝から夕方までトレーニングに勤しむが、教室のない普通科の学生（建設中ということで校舎がない）は夕刻になって野球科の学生が練習から引き上げたグラウンドに机と椅子を並べて授業を受ける。
甲子園出場の実績を同校のスカウト・アントニオ滉（声・大泉滉）に買われ、のぼるを含めたひが高野球部メンバー（沢村・ゴトウ）が指導を兼ね、名目上は見学に赴くが、実際は同校がヘッドハンティングするつもりだった。
しかしひが高野球部の実力（甲子園出場はあくまで偶然の積み重ね）をまざまざと見せつけられた同校野球科の学生は、それまで見せていたきびきびとした練習態度があらかた消え失せ、実力も半減以下となった上に、この上もなく怠惰になり、それと同時にヘッドハンティングの話も立ち消えになった。
梅田屋旅館
甲子園の近所にある高校球児を受け入れている旅館。口も性格も悪いオニババそのもののおかみ（声・鈴木れい子）と、毎夜包丁をキンキンになるまで研ぎ上げ、それを見て薄笑いを浮かべる板前2人で取り仕切っており、のぼるらが試合に勝って帰ってくると喜んで祝ってくれるどころか、「あんたらまだおるんか」といった口調でののしり邪険に扱うので、ひが高野球部の定宿だがナインの間での評判も決してよくない。
悪名高きひが高が泊まった旅館ということでイメージダウンを恐れ、後に旅館名を変えてしまう（松園（まつぞの）旅館）が、翌年も甲子園に出場したひが高ナインをまた泊めてしまう羽目になる。

## テレビアニメ
放送期間は1980年9月28日から1982年10月10日まで。フジテレビ系列（一部系列局除く）で毎週日曜日19:00から19:30の枠にて放送された。全103回。
視聴者層の内訳では多い順に4歳〜14歳の子供、14歳〜20歳の男女、20歳〜30歳の女性で、幅広い年齢層に人気があった。また、名古屋地区では『サザエさん』を上回る視聴率を記録した。人気キャラクターとして、1981年時点で100点近いキャラクター商品が発売された。
3話1構成からなる。それまでのアニメ作品には見られなかった社会風刺や、いしい作品に見られる独特の毒やブラックユーモアを随所に散りばめており、放送当時の社会情勢を反映させた時事ネタも多い。各話ごとに登場人物が主人公となる構成をとっており、特に誰が主人公というのは決まっていないが、山田家の三世代家族と、山田よしおが大家を務める下宿の住人たちが繰り広げるコメディーが中心であり、よしおおよびみのるをメインに据えたエピソードが多い。一方で表題である山田家の人々が全く登場せず、下宿生のヨシダ、イケダ、フクダのみで進行するエピソードも存在する。
原作となった作品群はどれも大阪市東淀川区が舞台であるが、本作は東京の「東江戸川三丁目」という架空の地域が舞台とされた。ただし「寝かせてくれない寝台車」の回では寝台特急「東淀川」が原作通り改名されることなく登場し、一応大阪も登場する。
作品内の時間の流れは実時間とは若干異なるが、いしい作品では珍しく登場人物が年を取っている。最終回は3話構成で放送開始から10年後、20年後、30年後の山田家の姿を描く、というものであった。また、経費節減のためにアニメ作品としては初の試みとなる和紙ちぎり絵を一部場面に使用。山田家の屋内などに使われた。
本放送時、フジテレビの特番で『Dr.スランプ アラレちゃん』、『新竹取物語 1000年女王』などとコラボしたものがあり、この作品に関してはよしおが『家族ロビンソン漂流記 ふしぎな島のフローネ』を見て感動する新撮シーンなどが製作されている。

### スタッフ
- 原作 - いしいひさいち
- 製作 - 古川博三（ヘラルド）
- 企画 - 秋枝博（ヘラルド）
- チーフディレクター - 光延博愛
- 作画監督 - 金沢比呂司
- 美術監督 - 門野真理子
- 音楽 - 山本正之、川辺真
- プロデューサー - 渡辺忠美（ビジュアル80）
- 色指定 - 中村真理
- 撮影監督 - 高橋明彦
- 編集 - 岡安肇、小野寺桂子、小島俊彦
- オーディオディレクター - 高桑慎一郎
- 効果 - 南部満次
- 制作デスク - 原田一男
- 現像 - 東京現像所
- 制作担当 - 茂垣弘道
- 演出助手 - 福本潔
- 演出 - 佐々木皓一
- 制作協力 - 土田プロダクション、ビジュアル80
- 制作 - ヘラルド、旭通信社

### 主題歌

#### オープニングテーマ
『おじゃまんが山田くん』
歌 - こおろぎ'73 / 作詞・作曲 - 山本正之 / 編曲 - クニ河内
『いいじゃありませんか』
歌 - 三橋美智也 / 作詞 - 望田市郎 / 作曲・編曲 - 川口真

#### エンディングテーマ
『今日も夕やけ』
歌 - こおろぎ'73 / 作詞・作曲 - 山本正之 / 編曲 - クニ河内
『おじゃまむしの歌』
歌 - こおろぎ'73 / 作詞 - 丘灯至夫 / 作曲 - 風戸慎介 / 編曲 - 高田弘
『おじゃまいぬの歌』
歌 - こおろぎ'73 / 作詞 - 丘灯至夫 / 作曲 - 風戸慎介 / 編曲 - 高田弘
『お寺のおしょうさん』
歌 - こおろぎ'73 / 作詞 - 丘灯至夫 / 作曲・編曲 - はやしこば
『みんな達者でね』
歌 - 三橋美智也 / 作詞 - 望田市郎 / 作曲・編曲 - 川口真

#### 挿入歌
『なんでも山田!』
歌 - こおろぎ'73 / 作詞 - 伊藤アキラ / 作曲 - 小林亜星 / 編曲 - 高田弘
なお、劇中に挿入された効果音やバックに流れた音楽などは、その後『プロ野球珍プレー好プレー』などに転用された。

### 各話リスト
| 話数    | 放送日         | サブタイトル                 | 脚本           | コンテ       |
| ------- | -------------- | ---------------------------- | -------------- | ------------ |
| 第1回   | 1980年 9月28日 | 東江戸川三丁目               | 辻真先         | 光延博愛     |
| 第1回   | 1980年 9月28日 | 進学戦線波高し               | 金春智子       | 光延博愛     |
| 第1回   | 1980年 9月28日 | 花の定年                     | 城山昇         | やすみ哲夫   |
| 第2回   | 10月5日        | みのるのチアリーダー         | 金春智子       | やすみ哲夫   |
| 第2回   | 10月5日        | 夢はデッカク                 | 城山昇         | 光延博愛     |
| 第2回   | 10月5日        | ヨネ夫さんの転勤             | 鈴木良武       | 浦井恭       |
| 第3回   | 10月12日       | 借金コワイ                   | 金春智子       | やすみ哲夫   |
| 第3回   | 10月12日       | 花咲かぬ応援団               | 辻真先         | 佐々木皓一   |
| 第3回   | 10月12日       | ああ会社訪問                 | 城山昇         | 寺田和男     |
| 第4回   | 10月19日       | 家庭訪問は楽し               | 馬場民子       | 竹内大三     |
| 第4回   | 10月19日       | ヨネ夫さんはポックリ病       | 鈴木良武       | やすみ哲夫   |
| 第4回   | 10月19日       | 学園祭は花盛り               | 鈴木良武       | クニトシロウ |
| 第5回   | 10月26日       | 家賃値上げ反対               | 金子裕         | やすみ哲夫   |
| 第5回   | 10月26日       | 東江戸川大学街               | 鈴木良武       | 寺田和男     |
| 第5回   | 10月26日       | ああ戦友                     | 城山昇         | やすみ哲夫   |
| 第6回   | 11月2日        | 試験は楽し                   | 金子裕         | 竹内大三     |
| 第6回   | 11月2日        | 親はつらいよ                 | 金子裕         | 寺田和男     |
| 第6回   | 11月2日        | 海外無銭留学法               | 鈴木良武       | 浦井恭       |
| 第7回   | 11月9日        | 夢のマイホーム               | 城山昇         | 寺田和男     |
| 第7回   | 11月9日        | 東大は遠い                   | 馬場民子       | 寺田和男     |
| 第7回   | 11月9日        | オカダ教授の大発見           | 金子裕         | やすみ哲夫   |
| 第8回   | 11月16日       | 野球一直線                   | 金春智子       | やすみ哲夫   |
| 第8回   | 11月16日       | 松茸うらめしや               | 辻真先         | 寺田和男     |
| 第8回   | 11月16日       | 不景気な日記                 | 辻真先         | 小華和ためお |
| 第9回   | 11月23日       | 読書はアキた                 | 城山昇         | 竹内大三     |
| 第9回   | 11月23日       | 大藪医院は忙しい             | 馬場民子       | 原田益次     |
| 第9回   | 11月23日       | エーガ館に泣く               | 馬場民子       | 原田益次     |
| 第10回  | 11月30日       | クイズに挑戦                 | 金子裕         | 小華和ためお |
| 第10回  | 11月30日       | 家賃払います                 | 鈴木良武       | 寺田和男     |
| 第10回  | 11月30日       | かあさんの悩み               | 杉江慧子       | やすみ哲夫   |
| 第11回  | 12月7日        | ああ12月8日                  | 城山昇         | 小華和ためお |
| 第11回  | 12月7日        | ゴミから宝物                 | 城山昇         | 寺田和男     |
| 第11回  | 12月7日        | ボーナスで豪遊               | 鈴木良武       | やすみ哲夫   |
| 第12回  | 12月14日       | お正月早くこい               | 金春智子       | 竹内大三     |
| 第12回  | 12月14日       | 東江戸川忠臣蔵               | 鈴木良武       | やすみ哲夫   |
| 第12回  | 12月14日       | 歳末お助け合い               | 金子裕         | 鈴木行       |
| 第13回  | 12月21日       | 三人のサンタさん             | 金春智子       | やすみ哲夫   |
| 第13回  | 12月21日       | あきれた大病院               | 馬場民子       | 竹内大三     |
| 第13回  | 12月21日       | 待ち遠しいお歳暮             | 城山昇         | やすみ哲夫   |
| 第14回  | 12月28日       | 年忘れ爆笑ニュース           | 馬場民子       | やすみ哲夫   |
| 第14回  | 12月28日       | お正月を故郷で               | 金子裕         | 竹内大三     |
| 第14回  | 12月28日       | 歌合戦が見られない           | 金春智子       | やすみ哲夫   |
| 第15回  | 1981年 1月4日  | 欲ばり初詣                   | 鈴木良武       | 浦井恭       |
| 第15回  | 1981年 1月4日  | お正月てんぷく騒動           | 辻真先         | 竹内大三     |
| 第15回  | 1981年 1月4日  | 9割引大バーゲン              | 筒井ともみ     | やすみ哲夫   |
| 第16回  | 1月11日        | 父さんは銀行強盗             | 金春智子       | やすみ哲夫   |
| 第16回  | 1月11日        | みのるの玉子酒               | 馬場民子       | やすみ哲夫   |
| 第16回  | 1月11日        | パーティーにおじゃまします   | 城山昇         | 小華和ためお |
| 第17回  | 1月18日        | 燃えろ三日坊主               | 城山昇         | やすみ哲夫   |
| 第17回  | 1月18日        | 奇人変人コタツ               | 辻真先         | 小華和ためお |
| 第17回  | 1月18日        | とんでもいい顔               | 馬場民子       | 小華和ためお |
| 第18回  | 1月25日        | 爆笑スキー大温泉             | 原田益次       | やすみ哲夫   |
| 第18回  | 1月25日        | びっくり日本の東大生         | 馬場民子       | 竹内大三     |
| 第18回  | 1月25日        | 火事に御用心                 | 金子裕         | 小華和ためお |
| 第19回  | 2月1日         | 福は内鬼も内                 | 馬場民子       | 竹内大三     |
| 第19回  | 2月1日         | 野球部員どこまでやるの       | 金子裕         | 原田益次     |
| 第19回  | 2月1日         | 激笑日本医者会               | 鈴木良武       | 小華和ためお |
| 第20回  | 2月8日         | 激突スケート合戦             | 原田益次       | やすみ哲夫   |
| 第20回  | 2月8日         | 必笑やったぜ甲子園           | 金春智子       | やすみ哲夫   |
| 第20回  | 2月8日         | 食いしん坊かあさん           | 鈴木良武       | 竹内大三     |
| 第21回  | 2月15日        | みのるのGパン’81             | 馬場民子       | 小華和ためお |
| 第21回  | 2月15日        | 日曜日はダメよ               | 馬場民子       | 小華和ためお |
| 第21回  | 2月15日        | 屋根の上の大騒動             | 金春智子       | 竹内大三     |
| 第22回  | 2月22日        | アップアップ学習塾           | 金春智子       | 竹内大三     |
| 第22回  | 2月22日        | 東江戸川キャンプイン         | 辻真先         | やすみ哲夫   |
| 第22回  | 2月22日        | できない我慢に挑戦中         | 城山昇         | やすみ哲夫   |
| 第23回  | 3月1日         | おどろき桃の木ひな祭り       | 城山昇         | やすみ哲夫   |
| 第23回  | 3月1日         | ほえろ試験地獄               | 金子裕         | 野田作樹     |
| 第23回  | 3月1日         | おまわりさんで大もうけ       | 鈴木良武       | やすみ哲夫   |
| 第24回  | 3月8日         | アップダウンお小遣い         | 高屋敷英夫     | 小華和ためお |
| 第24回  | 3月8日         | サナエが拾った100万円        | 金子裕         | 竹内大三     |
| 第24回  | 3月8日         | 爆笑イライラお父さん         | 筒井ともみ     | 竹内大三     |
| 第25回  | 3月15日        | 君こそスターだ学芸会         | 鈴木良武       | 竹内大三     |
| 第25回  | 3月15日        | 必笑出発甲子園               | 高屋敷英夫     | やすみ哲夫   |
| 第25回  | 3月15日        | おこったぞマイホーム         | 朝木夢二       | 小華和ためお |
| 第26回  | 3月22日        | 爆笑てんぷく甲子園           | 金春智子       | 竹内大三     |
| 第26回  | 3月22日        | 春がきたどこにきた           | 金子裕         | 小華和ためお |
| 第26回  | 3月22日        | 父さんの料理天国             | 城山昇         | やすみ哲夫   |
| 第27回  | 3月29日        | ピッタシヤマカン一夜づけ     | 馬場民子       | 遠藤克己     |
| 第27回  | 3月29日        | 失笑おしまい甲子園           | 高屋敷英夫     | やすみ哲夫   |
| 第27回  | 3月29日        | 奇行少年みのる               | 原田益次       | 竹内大三     |
| 第28回  | 4月5日         | 消えてしまったお父さん       | 金春智子       | やすみ哲夫   |
| 第28回  | 4月5日         | びっくり日本の花見酒         | 馬場民子       | 竹内大三     |
| 第28回  | 4月5日         | オカダさんどこまでいくの     | 鈴木良武       | 竹内大三     |
| 第29回  | 4月12日        | みのるの減点家族             | 原田益次       | 竹内大三     |
| 第29回  | 4月12日        | 夕陽のおじゃま犬             | 原田益次       | やすみ哲夫   |
| 第29回  | 4月12日        | 爆笑東江戸川選挙戦           | 馬場民子       | 竹内大三     |
| 第30回  | 4月19日        | ビックリ日本の珍記録         | 金春智子       | やすみ哲夫   |
| 第30回  | 4月19日        | カックラキン家庭教師         | 馬場民子       | 竹内大三     |
| 第30回  | 4月19日        | おじゃま式健康法             | 鈴木良武       | 竹内大三     |
| 第31回  | 4月26日        | 先生ザ・ベストテン           | 原田益次       | やすみ哲夫   |
| 第31回  | 4月26日        | 赤字鉄道00ナイン             | 金子裕         | やすみ哲夫   |
| 第31回  | 4月26日        | 山田家の連休                 | 馬場民子       | やすみ哲夫   |
| 第32回  | 5月3日         | もの忘れ父さん               | 金春智子       | やすみ哲夫   |
| 第32回  | 5月3日         | 押売りさんいらっしゃい       | 馬場民子       | 竹内大三     |
| 第32回  | 5月3日         | 留守番は大いそがし           | 金子裕         | やすみ哲夫   |
| 第33回  | 5月10日        | みのるのラブレター           | 金春智子       | やすみ哲夫   |
| 第33回  | 5月10日        | 三バカ刑事熱中編             | 原田益次       | 竹内大三     |
| 第33回  | 5月10日        | 東大だよ!浪人集合            | 鈴木良武       | 竹内大三     |
| 第34回  | 5月17日        | 親子面談どこまでやるの       | 鈴木良武       | やすみ哲夫   |
| 第34回  | 5月17日        | 脱線トリオだ三バカ先生       | 金子裕         | 九十九十一   |
| 第34回  | 5月17日        | 父さんの地震対策             | 鈴木良武       | 竹内大三     |
| 第35回  | 5月24日        | 激戦夢の球宴九州版           | 高屋敷英夫     | 竹内大三     |
| 第35回  | 5月24日        | ひが高野球部九州に散る       | 高屋敷英夫     | 竹内大三     |
| 第35回  | 5月24日        | 母さんはお釈迦様             | 馬場民子       | やすみ哲夫   |
| 第36回  | 5月31日        | チャレンジ・ザ・建ペイ率     | 鈴木良武       | やすみ哲夫   |
| 第36回  | 5月31日        | 驚異のひが大探検部           | 鈴木良武       | 原田益次     |
| 第36回  | 5月31日        | グラリドッキリ大地震         | 原田益次       | 竹内大三     |
| 第37回  | 6月7日         | 燃えよドラゴンみのる君       | 金春智子       | やすみ哲夫   |
| 第37回  | 6月7日         | ツッパレ元祖応援団           | 高屋敷英夫     | 岡迫和之     |
| 第37回  | 6月7日         | 母さんのなんでもサークル     | 辻真先         | 竹内大三     |
| 第38回  | 6月14日        | あっちだこっちだ夏休み       | 原田益次       | 九十九十一   |
| 第38回  | 6月14日        | 金持ち気分だワッカメン       | 原田益次       | 小華和ためお |
| 第38回  | 6月14日        | 納豆とアメリカ人             | 城山昇         | 竹内大三     |
| 第39回  | 6月21日        | ひが中グランド陣とり合戦     | 馬場民子       | やすみ哲夫   |
| 第39回  | 6月21日        | ビックリひが高珍監督         | 金春智子       | やすみ哲夫   |
| 第39回  | 6月21日        | がんばれ!おじんピック        | 鈴木良武       | 岡迫和之     |
| 第40回  | 6月28日        | 期末試験だゴマスリ中         | 城山昇         | 竹内大三     |
| 第40回  | 6月28日        | 絶笑失笑不戦勝               | 高屋敷英夫     | やすみ哲夫   |
| 第40回  | 6月28日        | 大当り!香港旅行              | 馬場民子       | 竹内大三     |
| 第41回  | 7月5日         | 大笑サヨナラ三塁打           | 高屋敷英夫     | 岡迫和之     |
| 第41回  | 7月5日         | スーパーゴルフ大作戦         | 原田益次       | やすみ哲夫   |
| 第41回  | 7月5日         | 大はしゃぎ香港作戦           | 馬場民子       | 竹内大三     |
| 第42回  | 7月12日        | ビックリ決まった甲子園       | 金春智子       | 近藤英輔     |
| 第42回  | 7月12日        | 夏だやっぱりアルバイト       | 原田益次       | 岡迫和之     |
| 第42回  | 7月12日        | ハロー香港大旅行             | 馬場民子       | 光延博愛     |
| 第43回  | 7月19日        | 失笑!開幕甲子園              | 金春智子       | やすみ哲夫   |
| 第43回  | 7月19日        | あてはずれ冷房作戦           | 金子裕         | 竹内大三     |
| 第43回  | 7月19日        | 大満足的香港旅行             | 馬場民子       | 光延博愛     |
| 第44回  | 7月26日        | 爆笑!格闘甲子園              | 高屋敷英夫     | 竹内大三     |
| 第44回  | 7月26日        | 東江戸川盆踊り               | 城山昇         | やすみ哲夫   |
| 第44回  | 7月26日        | 母さんは買物上手             | 辻真先         | 岡迫和之     |
| 第45回  | 8月2日         | 連笑!まぐれの甲子園          | 金春智子       | やすみ哲夫   |
| 第45回  | 8月2日         | 東江戸川お化け大学           | 金子裕         | 光延博愛     |
| 第45回  | 8月2日         | 乾杯!河原のビアガーデン      | 城山昇         | 近藤英輔     |
| 第46回  | 8月9日         | やっぱりサヨナラ甲子園       | 高屋敷英夫     | 竹内大三     |
| 第46回  | 8月9日         | 宿題は忘れた頃に思い出す     | 金春智子       | 竹内大三     |
| 第46回  | 8月9日         | 線香花火と早苗ちゃん         | 金子裕         | 竹内大三     |
| 第47回  | 8月23日        | ジリジリイライラ長電回       | 金子裕         | やすみ哲夫   |
| 第47回  | 8月23日        | 昆虫帝国の逆襲               | 原田益次       | 岡迫和之     |
| 第47回  | 8月23日        | 美人と三バカ山田荘           | 高屋敷英夫     | 竹内大三     |
| 第48回  | 8月30日        | みのるとブルートレイン       | 城山昇         | やすみ哲夫   |
| 第48回  | 8月30日        | おじゃま太閤記               | 城山昇         | やすみ哲夫   |
| 第48回  | 8月30日        | 邪馬台国をたずねて           | 城山昇         | やすみ哲夫   |
| 第49回  | 9月6日         | みのるのオシャレアップ       | 城山昇         | やすみ哲夫   |
| 第49回  | 9月6日         | 父さんの逆転健康法           | 原田益次       | やすみ哲夫   |
| 第49回  | 9月6日         | もうかりまっかお坊さん       | 金子裕         | 竹内大三     |
| 第50回  | 9月13日        | 夏休み早く来い来い冬休み     | 金春智子       | 竹内大三     |
| 第50回  | 9月13日        | 留守番おじゃま犬             | 金子裕         | 竹内大三     |
| 第50回  | 9月13日        | 恐怖の吸血器                 | 辻真先         | やすみ哲夫   |
| 第51回  | 9月20日        | 英語できる子ふつうの子       | 金春智子       | 尾鷲英俊     |
| 第51回  | 9月20日        | 買ったぜ!区議会プロ球団      | 金子裕         | 竹内大三     |
| 第51回  | 9月20日        | 野菜入り肉なしうどん         | 城山昇         | やすみ哲夫   |
| 第52回  | 9月27日        | 家庭菜園ギックリ腰           | 原田益次       | やすみ哲夫   |
| 第52回  | 9月27日        | アイアム総理おじゃま犬       | まるおけいこ   | やすみ哲夫   |
| 第52回  | 9月27日        | 全員集合!オジャマンツ        | 金子裕         | やすみ哲夫   |
| 第53回  | 10月4日        | 東江戸川大停電               | 原田益次       | 小川博司     |
| 第53回  | 10月4日        | お客さんだよ岩手県           | 城山昇         | やすみ哲夫   |
| 第53回  | 10月4日        | 99点!オジャマンツ            | 金子裕         | 竹内大三     |
| 第54回  | 10月11日       | 家族そろって運動会           | 金春智子       | やすみ哲夫   |
| 第54回  | 10月11日       | フクダ君の恋                 | まるおけいこ   | 竹内大三     |
| 第54回  | 10月11日       | ハゲしいハゲの物語           | 高屋敷英夫     | 竹内大三     |
| 第55回  | 10月18日       | みのる式ガリガリ勉強法       | 金春智子       | 尾鷲英俊     |
| 第55回  | 10月18日       | うらみの自動販売機           | 城山昇         | やすみ哲夫   |
| 第55回  | 10月18日       | 父さんのかぜ薬               | 筒井ともみ     | 竹内大三     |
| 第56回  | 10月25日       | みのるの爆笑偏差値           | 馬場民子       | やすみ哲夫   |
| 第56回  | 10月25日       | ひが高失笑大熱演             | まるおけいこ   | 小川博司     |
| 第56回  | 10月25日       | ヨネ子さんはお人好し         | 筒井ともみ     | 竹内大三     |
| 第57回  | 11月1日        | のぼるのラーメン弁当         | 馬場民子       | やすみ哲夫   |
| 第57回  | 11月1日        | ひが高野球部勉強部           | まるおけいこ   | 竹内大三     |
| 第57回  | 11月1日        | バイトで稼げオジャマンツ     | 金春智子       | やすみ哲夫   |
| 第58回  | 11月8日        | 爆笑みのるのお忘れ           | まるおけいこ   | 竹内大三     |
| 第58回  | 11月8日        | 転覆どさん子同級生           | 高屋敷英夫     | やすみ哲夫   |
| 第58回  | 11月8日        | 山田家紅白大戦争             | 辻真先         | 竹内大三     |
| 第59回  | 11月15日       | 秋の芸術祭参加作品           | 馬場民子       | 小華和ためお |
| 第59回  | 11月15日       | 昆虫帝国の逆襲PART2          | 金春智子       | 尾鷲英俊     |
| 第59回  | 11月15日       | サナエ赤ちゃんが欲しい       | 城山昇         | やすみ哲夫   |
| 第60回  | 11月29日       | ゴ本といえば睡眠グ           | まるおけいこ   | 竹内大三     |
| 第60回  | 11月29日       | ひが高くの一マネージャー     | まるおけいこ   | やすみ哲夫   |
| 第60回  | 11月29日       | 酒と暖炉とバラバラの日々     | 辻真先         | 竹内大三     |
| 第61回  | 12月6日        | みのるの前借りお小遣い       | まるおけいこ   | 竹内大三     |
| 第61回  | 12月6日        | めざせハワイだオジャガマン   | 馬場民子       | やすみ哲夫   |
| 第61回  | 12月6日        | とんでも男のクッキング       | 筒井ともみ     | やすみ哲夫   |
| 第62回  | 12月13日       | みのるのミッドモナイトDJ     | まるおけいこ   | やすみ哲夫   |
| 第62回  | 12月13日       | 笑激!甲子園付属野球高校      | 高屋敷英夫     | 竹内大三     |
| 第62回  | 12月13日       | さよなら初恋イケダ君         | 辻真先         | 小華和ためお |
| 第63回  | 12月20日       | サナエのお留守番             | 馬場民子       | 竹内大三     |
| 第63回  | 12月20日       | 稼げ働けおじゃバイト         | まるおけいこ   | やすみ哲夫   |
| 第63回  | 12月20日       | おじゃまカレンダー発売中     | 金子裕         | やすみ哲夫   |
| 第64回  | 12月27日       | みのるの忍者大作戦           | 金春智子       | やすみ哲夫   |
| 第64回  | 12月27日       | 年忘れ札幌冬飛行             | 城山昇         | 竹内大三     |
| 第64回  | 12月27日       | お腹の赤ちゃん授業中         | 馬場民子       | やすみ哲夫   |
| 第65回  | 1982年 1月10日 | あがれあがれ落とし玉         | まるおけいこ   | 小川博司     |
| 第65回  | 1982年 1月10日 | 追いつ追われつ北海道         | 辻真先         | やすみ哲夫   |
| 第65回  | 1982年 1月10日 | 父さんの歌舞伎見物           | まるおけいこ   | 竹内大三     |
| 第66回  | 1月17日        | 爆笑みのるのてんぷく教室     | まるおけいこ   | 竹内大三     |
| 第66回  | 1月17日        | 東江戸川サケ帰る             | 辻真先         | やすみ哲夫   |
| 第66回  | 1月17日        | 山田家のマイカー騒動         | 高屋敷英夫     | 小華和ためお |
| 第67回  | 1月24日        | みのるの母さんは世界一       | 馬場民子       | やすみ哲夫   |
| 第67回  | 1月24日        | のぼるの初恋ホームラン       | まるおけいこ   | やすみ哲夫   |
| 第67回  | 1月24日        | しげるの激励大作戦           | 金春智子       | 竹内大三     |
| 第68回  | 1月31日        | みのるのカンニング百科       | 金春智子       | 竹内大三     |
| 第68回  | 1月31日        | お笑い東大土俵入り           | まるおけいこ   | やすみ哲夫   |
| 第68回  | 1月31日        | 母さんのなんにも宣言         | 筒井ともみ     | 竹内大三     |
| 第69回  | 2月7日         | サナエの赤いランドセル       | 馬場民子       | やすみ哲夫   |
| 第69回  | 2月7日         | 母さんテストに挑戦中         | まるおけいこ   | やすみ哲夫   |
| 第69回  | 2月7日         | 父さんキツネは酒が好き       | 城山昇         | 竹内大三     |
| 第70回  | 2月14日        | みのるのバレンタインデー     | 馬場民子       | やすみ哲夫   |
| 第70回  | 2月14日        | はらぺこトリオの大行進       | まるおけいこ   | やすみ哲夫   |
| 第70回  | 2月14日        | 行け行けまったヘボ将棋       | 高屋敷英夫     | 竹内大三     |
| 第71回  | 2月21日        | 知りすぎたおじゃま犬         | 金春智子       | 竹内大三     |
| 第71回  | 2月21日        | みのるが満点!50点            | まるおけいこ   | やすみ哲夫   |
| 第71回  | 2月21日        | ホカホカ食べすぎ大騒ぎ       | 筒井ともみ     | 小華和ためお |
| 第72回  | 2月28日        | みのるのスランプ修学旅行     | 飛鳥めい       | やすみ哲夫   |
| 第72回  | 2月28日        | 入試で稼げオタスケマン       | まるおけいこ   | 竹内大三     |
| 第72回  | 2月28日        | 父さんはヤングマン           | つねむらそのこ | 尾鷲英俊     |
| 第73回  | 3月7日         | でべそカップ母子の対決       | 馬場民子       | 竹内大三     |
| 第73回  | 3月7日         | 集まれ!東江戸川原始人        | まるおけいこ   | やすみ哲夫   |
| 第73回  | 3月7日         | 父さんの一夜漬けゴルフ       | 馬場民子       | 小華和ためお |
| 第74回  | 3月14日        | 花一輪初ドライブ命がけ       | 高屋敷英夫     | やすみ哲夫   |
| 第74回  | 3月14日        | 父さんのとんでも教師         | まるおけいこ   | やすみ哲夫   |
| 第74回  | 3月14日        | 散るか!東大桜の吹雪          | 金春智子       | やすみ哲夫   |
| 第75回  | 3月21日        | 2年D組思い出づくり           | 飛鳥めい       | やすみ哲夫   |
| 第75回  | 3月21日        | 三バカ㊙無銭旅行             | 馬場民子       | 竹内大三     |
| 第75回  | 3月21日        | 大ボケ小ボケ春近し           | 筒井ともみ     | 竹内大三     |
| 第76回  | 3月28日        | みのるのサイクル野郎         | 飛鳥めい       | 竹内大三     |
| 第76回  | 3月28日        | スター誕生!東江戸川東大生    | まるおけいこ   | やすみ哲夫   |
| 第76回  | 3月28日        | 赤ちゃんが生まれたヨ         | 城山昇         | 谷田部雄次   |
| 第77回  | 4月4日         | 名づけ親全員集合             | 馬場民子       | 竹内大三     |
| 第77回  | 4月4日         | 新装オープン山田荘事件       | 金春智子       | やすみ哲夫   |
| 第77回  | 4月4日         | 新アイドル小麦ちゃん         | 筒井ともみ     | やすみ哲夫   |
| 第78回  | 4月11日        | サナエはピカピカ一年生       | 飛鳥めい       | やすみ哲夫   |
| 第78回  | 4月11日        | ひが高野球部新入生           | まるおけいこ   | 竹内大三     |
| 第78回  | 4月11日        | 東江戸川ローンレンジャー     | まるおけいこ   | 谷田部雄次   |
| 第79回  | 4月18日        | サナエの新入生はつらいよ     | まるおけいこ   | 寺田和男     |
| 第79回  | 4月18日        | ブリッコみのるの勉強法       | 馬場民子       | 竹内大三     |
| 第79回  | 4月18日        | ヨネ子さんの美容大作戦       | 三宅直子       | やすみ哲夫   |
| 第80回  | 4月25日        | やったぞ合格大パーティー     | 辻真先         | 竹内大三     |
| 第80回  | 4月25日        | 母さんいなけりゃゴミの山     | つねむらそのこ | 寺田和男     |
| 第80回  | 4月25日        | 父さんの㊙東大潜入記         | 金春智子       | やすみ哲夫   |
| 第81回  | 5月2日         | ド忘れみのるの弁当箱         | 飛鳥めい       | 寺田和男     |
| 第81回  | 5月2日         | 拝啓モシモシみだれ文         | 城山昇         | やすみ哲夫   |
| 第81回  | 5月2日         | 小麦ちゃんのお宮参り         | 三宅直子       | 竹内大三     |
| 第82回  | 5月9日         | 東江戸川おじゃマラソン       | 金子裕         | 光延博愛     |
| 第82回  | 5月9日         | みのるのテストは五千円       | 金春智子       | 竹内大三     |
| 第82回  | 5月9日         | サナエちゃんバスにのる       | まるおけいこ   | やすみ哲夫   |
| 第83回  | 5月16日        | みたいやりたい体操部         | まるおけいこ   | 谷田部雄次   |
| 第83回  | 5月16日        | ねばれ!激闘デスマッチ        | 金春智子       | やすみ哲夫   |
| 第83回  | 5月16日        | 母さんの美しい年のとり方     | 三宅直子       | 竹内大三     |
| 第84回  | 5月30日        | サナエと三匹のヒヨコ         | 馬場民子       | やすみ哲夫   |
| 第84回  | 5月30日        | 激走!東江戸川ツッパリ族      | つねむらそのこ | やすみ哲夫   |
| 第84回  | 5月30日        | のぼるの監督草野球           | まるおけいこ   | やすみ哲夫   |
| 第85回  | 6月6日         | 新聞読む子読まない子         | まるおけいこ   | やすみ哲夫   |
| 第85回  | 6月6日         | 禁煙する人しない人           | 城山昇         | やすみ哲夫   |
| 第85回  | 6月6日         | 脱帽!東大ただの人            | ひらのやすし   | 谷田部雄次   |
| 第86回  | 6月13日        | 混戦どっきりハイキング       | 飛鳥めい       | 竹内大三     |
| 第86回  | 6月13日        | 父さんは仲間はずれ           | 金春智子       | 竹内大三     |
| 第86回  | 6月13日        | オシメ乾かせ全員集合         | 三宅直子       | 竹内大三     |
| 第87回  | 6月20日        | にんじんギラギラ気が沈む     | 飛鳥めい       | やすみ哲夫   |
| 第87回  | 6月20日        | 霊感ヤマ感中間テスト         | まるおけいこ   | 尾鷲英俊     |
| 第87回  | 6月20日        | 父さんのたるみ鉄道にほえろ   | 金春智子       | やすみ哲夫   |
| 第88回  | 6月27日        | 俺たち激食野球族             | 照井啓司       | やすみ哲夫   |
| 第88回  | 6月27日        | 美人先生のどっきり訪問       | 飛鳥めい       | やすみ哲夫   |
| 第88回  | 6月27日        | ちょっと遅れた初かつお       | 城山昇         | 竹内大三     |
| 第89回  | 7月4日         | みのるのピッタシ雨男         | まるおけいこ   | 竹内大三     |
| 第89回  | 7月4日         | 熱唱!三バカ子守唄            | 馬場民子       | 光延博愛     |
| 第89回  | 7月4日         | 父さんの東江戸川退屈男       | ひらのやすし   | 竹内大三     |
| 第90回  | 7月11日        | 注射がこわいおじゃま犬       | 金春智子       | やすみ哲夫   |
| 第90回  | 7月11日        | 必殺ひが高プロレス野球       | 照井啓司       | 竹内大三     |
| 第90回  | 7月11日        | 恐怖だ!ごまかせ参観日        | 三宅直子       | やすみ哲夫   |
| 第91回  | 7月18日        | クーラーくらくら大混戦       | 辻真先         | 竹内大三     |
| 第91回  | 7月18日        | 消防しょぼしょぼ大作戦       | ひらのやすし   | 光延博愛     |
| 第91回  | 7月18日        | ボーナスごますり争奪戦       | 城山昇         | 竹内大三     |
| 第92回  | 7月25日        | 出すに出せない通信簿         | まるおけいこ   | やすみ哲夫   |
| 第92回  | 7月25日        | フルコース豆腐キャベツ       | 馬場民子       | やすみ哲夫   |
| 第92回  | 7月25日        | 父さんのおじゃま式お中元     | 飛鳥めい       | 竹内大三     |
| 第93回  | 8月1日         | みのるのマイコン人生         | ひらのやすし   | 竹内大三     |
| 第93回  | 8月1日         | またもや決まった甲子園       | 照井啓司       | やすみ哲夫   |
| 第93回  | 8月1日         | 夏バテぐったりおじゃま犬     | まるおけいこ   | 竹内大三     |
| 第94回  | 8月8日         | 東江戸川夏祭り               | ひらのやすし   | やすみ哲夫   |
| 第94回  | 8月8日         | 飲んでしまった消毒液         | 金春智子       | 竹内大三     |
| 第94回  | 8月8日         | アロハハワイ大旅行           | 城山昇         | 光延博愛     |
| 第95回  | 8月15日        | ケチャップ殺人事件           | まるおけいこ   | 竹内大三     |
| 第95回  | 8月15日        | まんじゅうハラペコ甲子園     | 金春智子       | やすみ哲夫   |
| 第95回  | 8月15日        | ハワイだゴルフだ大旅行       | 城山昇         | 光延博愛     |
| 第96回  | 8月22日        | サナエちゃんの絵日記         | ひらのやすし   | 寺田和男     |
| 第96回  | 8月22日        | 焼肉じゅうじゅう甲子園       | ひらのやすし   | やすみ哲夫   |
| 第96回  | 8月22日        | ハワイだサーフィン大旅行     | 城山昇         | 光延博愛     |
| 第97回  | 8月29日        | 残った残った大宿題           | まるおけいこ   | やすみ哲夫   |
| 第97回  | 8月29日        | 決勝ふりにげ甲子園           | 照井啓司       | 竹内大三     |
| 第97回  | 8月29日        | さよならハワイ大旅行         | 城山昇         | 光延博愛     |
| 第98回  | 9月5日         | 英語できる子普通の子         | （再放送）     | （再放送）   |
| 第98回  | 9月5日         | 三バカ刑事熱中編             | （再放送）     | （再放送）   |
| 第98回  | 9月5日         | 母さんのなんにも宣言         | （再放送）     | （再放送）   |
| 第99回  | 9月12日        | みのるの家出どこまでやるの   | 飛鳥めい       | 竹内大三     |
| 第99回  | 9月12日        | ホントに当った宝くじ         | まるおけいこ   | 竹内大三     |
| 第99回  | 9月12日        | 寝かせてくれない寝台車       | 西原高明       | やすみ哲夫   |
| 第100回 | 9月19日        | みのるのオシャレアップ       | （再放送）     | （再放送）   |
| 第100回 | 9月19日        | 親子面談どこまでやるの       | （再放送）     | （再放送）   |
| 第100回 | 9月19日        | 行け行けまったヘボ将棋       | （再放送）     | （再放送）   |
| 第101回 | 9月26日        | 小さなみのるの物語           | 照井啓司       | 太田清       |
| 第101回 | 9月26日        | 晴れ後曇りの1000万           | まるおけいこ   | 竹内大三     |
| 第101回 | 9月26日        | 東江戸川ウルトラクイズ       | 西原高明       | やすみ哲夫   |
| 第102回 | 10月3日        | あっちもこっちも内申書       | 金春智子       | 竹内大三     |
| 第102回 | 10月3日        | のぼるのプロ入り大宣言       | 照井啓司       | 太田清       |
| 第102回 | 10月3日        | 父さん台風母さんお月見       | 飛鳥めい       | やすみ哲夫   |
| 第103回 | 10月10日       | みのるは只今恋愛中           | まるおけいこ   | 竹内大三     |
| 第103回 | 10月10日       | のぼるのチョボチョボプロ野球 | ひらのやすし   | やすみ哲夫   |
| 第103回 | 10月10日       | アッという間だね母さん       | 照井啓司       | やすみ哲夫   |

### 放送局
放送日時は新潟放送、テレビ熊本と個別に出典が掲示してあるものを除き、1981年11月中旬 - 12月上旬時点のものとする。
系列は放送終了時（1982年10月）のもの。
| 放送対象地域  | 放送局         | 系列                                         | 放送日時                                                                        | 備考                   |
| ------------- | -------------- | -------------------------------------------- | ------------------------------------------------------------------------------- | ---------------------- |
| 関東広域圏    | フジテレビ     | フジテレビ系列                               | 日曜 19:00 - 19:30                                                              | 制作局                 |
| 北海道        | 北海道文化放送 | フジテレビ系列                               |                                                                                 |                        |
| 青森県        | 青森テレビ     | TBS系列                                      | 金曜 17:30 - 18:00                                                              | 1982年10月15日まで放送 |
| 岩手県        | テレビ岩手     | 日本テレビ系列                               | 火曜 17:30 - 18:00                                                              |                        |
| 宮城県        | 仙台放送       | フジテレビ系列                               | 日曜 19:00 - 19:30                                                              |                        |
| 秋田県        | 秋田テレビ     | フジテレビ系列 テレビ朝日系列                | 日曜 19:00 - 19:30                                                              |                        |
| 山形県        | 山形テレビ     | フジテレビ系列                               | 金曜 17:00 - 17:30                                                              |                        |
| 福島県        | 福島テレビ     | フジテレビ系列 TBS系列                       | 日曜 18:00 - 18:30                                                              |                        |
| 山梨県        | 山梨放送       | 日本テレビ系列                               | 水曜 17:30 - 18:00                                                              |                        |
| 新潟県        | 新潟放送       | TBS系列                                      | 木曜 6:25 - 6:55                                                                | 1981年3月26日まで      |
| 新潟県        | 新潟総合テレビ | フジテレビ系列 テレビ朝日系列                | 日曜 19:00 - 19:30                                                              | 1981年4月から          |
| 長野県        | 長野放送       | フジテレビ系列                               | 日曜 19:00 - 19:30                                                              |                        |
| 静岡県        | テレビ静岡     | フジテレビ系列                               | 日曜 19:00 - 19:30                                                              |                        |
| 富山県        | 富山テレビ     | フジテレビ系列                               | 日曜 19:00 - 19:30                                                              |                        |
| 石川県        | 石川テレビ     | フジテレビ系列                               | 日曜 19:00 - 19:30                                                              |                        |
| 福井県        | 福井テレビ     | フジテレビ系列                               | 日曜 19:00 - 19:30                                                              |                        |
| 中京広域圏    | 東海テレビ     | フジテレビ系列                               | 日曜 19:00 - 19:30                                                              |                        |
| 近畿広域圏    | 関西テレビ     | フジテレビ系列                               | 日曜 19:00 - 19:30                                                              |                        |
| 島根県 鳥取県 | 山陰中央テレビ | フジテレビ系列                               | 日曜 19:00 - 19:30                                                              |                        |
| 広島県        | テレビ新広島   | フジテレビ系列                               | 日曜 19:00 - 19:30                                                              |                        |
| 山口県        | 山口放送       | 日本テレビ系列 テレビ朝日系列                | 月曜 17:15 - 17:45                                                              | 1982年10月25日まで放送 |
| 岡山県 香川県 | 岡山放送       | フジテレビ系列                               | 日曜 19:00 - 19:30                                                              |                        |
| 愛媛県        | テレビ愛媛     | フジテレビ系列                               | 日曜 19:00 - 19:30                                                              |                        |
| 高知県        | テレビ高知     | TBS系列                                      | 金曜 6:20 - 6:50                                                                |                        |
| 福岡県        | テレビ西日本   | フジテレビ系列                               | 日曜 19:00 - 19:30                                                              |                        |
| 佐賀県        | サガテレビ     | フジテレビ系列                               | 日曜 19:00 - 19:30                                                              |                        |
| 長崎県        | テレビ長崎     | フジテレビ系列 日本テレビ系列                | 土曜 18:00 - 18:30                                                              | 1982年10月23日まで放送 |
| 熊本県        | テレビ熊本     | フジテレビ系列 テレビ朝日系列                | 1982年3月まで水曜 17:00 - 17:30の遅れネット 日曜 19:00 - 19:30（1982年4月から） | [ 注 4 ]               |
| 大分県        | テレビ大分     | 日本テレビ系列 フジテレビ系列 テレビ朝日系列 | 金曜 16:55 - 17:25                                                              |                        |
| 宮崎県        | テレビ宮崎     | 日本テレビ系列 フジテレビ系列 テレビ朝日系列 | 火曜 17:27 - 17:57                                                              |                        |
| 鹿児島県      | 鹿児島テレビ   | 日本テレビ系列 フジテレビ系列 テレビ朝日系列 | 木曜 17:45 - 18:15 ↓ 木曜 17:30 - 18:00（最終回時点）                           | 1982年10月28日まで放送 |
| 沖縄県        | 沖縄テレビ     | フジテレビ系列                               | 日曜 19:00 - 19:30                                                              |                        |

| フジテレビ系列 日曜19:00 - 19:30枠                   | フジテレビ系列 日曜19:00 - 19:30枠                      | フジテレビ系列 日曜19:00 - 19:30枠              |
| 前番組                                               | 番組名                                                  | 次番組                                          |
| ---------------------------------------------------- | ------------------------------------------------------- | ----------------------------------------------- |
| 燃えろアーサー 白馬の王子 （1980年4月6日 - 9月21日） | おじゃまんが山田くん （1980年9月28日 - 1982年10月10日） | さすがの猿飛 （1982年10月17日 - 1984年3月11日） |

## アニメ海外展開
- 香港の亜洲電視では、『山田茂』のタイトルで広東語による吹き替え版が放送された。オープニングテーマは、曲調がオリジナルとは異なる主題歌『三代同堂』を制作。

### 主題歌
『三代同堂』
歌 - 洪静文、維多利亜児童合唱団 / 作詞 - 區潔鈴 / 作曲 - 山本正之

## アニメ劇場版
劇場版は1981年3月14日にヘラルド系にて上映された。同時上映は「月光仮面」。この劇場版は、1983年7月28日にポニーキャニオン（当時ポニービデオ）からビデオ（VHS版）が9,800円で販売された（品番VAJ2105）。1年後にテレビのエピソードとして放送された。
キャスト
- 山田よしお - コロムビア・トップ
- ヨシダ - 鈴木ヤスシ
- 山田のぼる - 雷門ケン坊
- 山田いね - 鈴木れい子
- 山田みのる - 丸山裕子
- 山田ヨネ夫 - 千田光男
- 山田ヨネ子 - 横山えみこ

スタッフ
- チーフディレクター - 光延博愛
- 演出 - 佐々木皓一
- 脚本 - 金子裕、馬場民子、金春智子
- 原作 - いしいひさいち
- 企画 - 秋枝博
- 製作 - 古川博三
- プロデューサー - 渡辺忠美
- 作画監督 - 金沢比呂司
- 美術 - 門野真理子
- 音楽 - 山本正之

## コミカライズ
あいきさだむの作画で少年チャレンジにて連載

## 実写ドラマ
月曜ドラマランドにて『元祖おじゃまんが山田くん』として1984年11月12日、フジテレビ系列（一部地域を除く）で放送。

### キャスト
- 山田みのる（本作では次男・大学生） - 坂上忍
- 山田しげる - 竹中直人
- 山田のぼる（本作では三男） - パル（葉月パル）
- 山田よしお - 及川ヒロオ
- 山田イネ - 春川ますみ
- ヨシダ（本作では三木隆司） - 石橋貴明
- イケダ（本作では田中誠） - 木梨憲武
- フクダ（本作では曽根） - 桜金造
- マドンナ - 白石まるみ
- ライバル - 新井康弘

### 主題歌
『ナンキンテリアでドテカボチャ』
歌 - MENU / 作詞 - ちわきまゆみ / 作曲・編曲 - 星渉
| フジテレビ系列 月曜ドラマランド | フジテレビ系列 月曜ドラマランド | フジテレビ系列 月曜ドラマランド |
| 前番組                          | 番組名                          | 次番組                          |
| ------------------------------- | ------------------------------- | ------------------------------- |
| ハーイあっこです                | 元祖おじゃまんが山田くん        | いたずら キャンパスギャル       |

## 関連商品
アイス
「センタン」が1981年（昭和56年）に「おじゃまんが山田くんアイス」を発売した。
アイスの棒に当たりが出たらもう1本もらえる。